# Lokschuppen Kalbe (Milde)

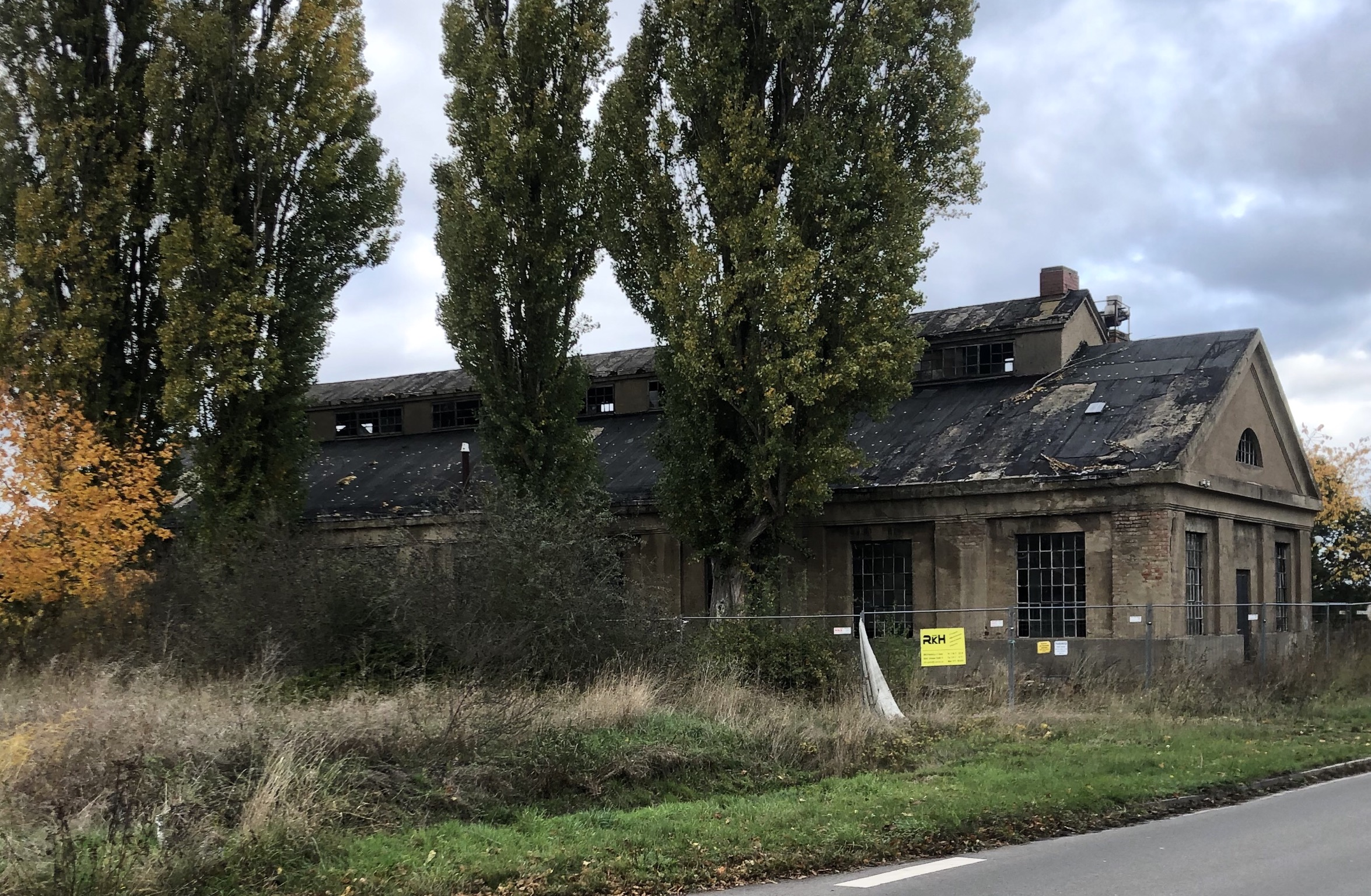
Lokschuppen in Kalbe (Milde), 2020

Der Lokschuppen Kalbe (Milde) ist ein denkmalgeschützter Lokschuppen in Kalbe (Milde) in Sachsen-Anhalt.

## Lage
Er befindet sich am nordöstlichen Ortseingang von Kalbe (Milde), auf der Westseite der Alten Bahnhofstraße. Etwas weiter westlich befindet sich der stillgelegte Bahnhof Kalbe (Milde).

## Architektur und Geschichte
Der Lokschuppen bildete einen Teil des Lokbahnhofes Kalbe, einer Außenstelle des Bahnbetriebswerkes Salzwedel, und gehörte zum Netz der Altmärkischen Kleinbahn. Bis zur Einstellung des Eisenbahnbetriebs 2001 diente er noch zur Unterstellung von Triebwagen, die zwischen Kalbe und Hohenwulsch sowie Beetzendorf verkehrten.
Danach wurde der Lokschuppen noch zur Unterstellung von historischem Eisenbahnmaterial genutzt, verfiel jedoch und erlitt Vandalismusschäden. 2017 war eine Versteigerung beabsichtigt. Der Verkauf soll an eine Firma aus Portugal erfolgt sein, wobei eine neue Nutzung nicht erfolgte.
Im örtlichen Denkmalverzeichnis ist der Lokschuppen unter der Erfassungsnummer 094 97892 als Baudenkmal verzeichnet.